# Шевченко (Воронежская область)
Шевченко — хутор в Кантемировском районе Воронежской области России.
Входит в состав Митрофановского сельского поселения.

## География

### Улицы
- ул. Вишневая.